# Civenna
Civenna es una localidad italiana, constituida administrativamente como una pedanía (fracción geográfica) del municipio de Bellagio, en la provincia de Como, región de Lombardía. Tiene 672 habitantes.
Fue un municipio independiente hasta el 21 de enero de 2014, en que fue disuelto y pasó a formar parte del municipio de Bellagio.

## Evolución demográfica
| Gráfica de evolución demográfica de Civenna entre 1861 y 2001 |
|                                                               |
| Fuente ISTAT - elaboración gráfica de Wikipedia               |